# Keiyo District
Keiyo District war ein Distrikt in der kenianischen Rift Valley Province. 1999 betrug die Einwohnerzahl 143.865. Die Hauptstadt des Distrikts war Iten/Tambach.
Der Distrikt entstand 1994 aus der Aufspaltung des Elegeyo-Marakwet-Distrikts von 1927 in Keiyo und Marakwet District. Im Rahmen der Verfassung von 2010 wurden die kenianischen Distrikte aufgelöst. Das Gebiet gehört heute zum Elgeyo-Marakwet County.

## Söhne und Töchter des Keiyo Distrikts
Keiyo ist/war die Heimat zahlreicher international erfolgreicher Langstreckenläufer wie beispielsweise:
- Wilson Boit Kipketer (* 1973), kenianischer Hindernis- und Langstreckenläufer
- Bernard Barmasai (* 1974), kenianischer Langstreckenläufer
- Timothy Cherigat (* 1976 in Chepkorio, Süd-Keiyo), kenianischer Marathonläufer
- Sally Barsosio (* 1978), kenianische Langstreckenläuferin
- Ahmad Hassan Abdullah (* 1981 in Kaptarakwa), Geburtsname Albert Chepkurui, katarischer Langstreckenläufer kenianischer Herkunft
- Hilda Kibet (* 1981 in Kapchorwa), niederländische Langstreckenläuferin kenianischer Herkunft
- Evans Kiprop Cheruiyot (* 1982 in Kapkoi), kenianischer Langstreckenläufer
- Wilson Kipsang (* 1982), kenianischer Langstreckenläufer (Weltrekord beim Berlin-Marathon 2003 (2:03:23 h))
- Saif Saaeed Shaheen (* 1982), Geburtsname Stephen Cherono, katarischer Langstreckenläufer kenianischer Herkunft
- Vivian Jepkemoi Cheruiyot (* 1983), kenianische Langstreckenläuferin und Olympiasiegerin im 5000-Meter-Lauf
- Moses Kipkosgei Kigen (* 1983), kenianischer Langstreckenläufer
- Sylvia Jebiwott Kibet (* 1984), kenianische Langstreckenläuferin
- Florence Jebet Kiplagat (* 1987 in Kapkitony), kenianische Langstreckenläuferin
- Lydia Rotich (* 1988), Hindernisläuferin